# Oprawa płaszczowa

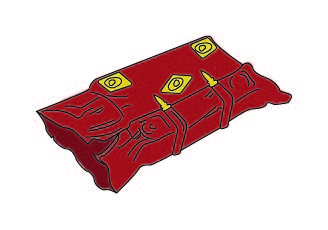
Oprawa płaszczowa

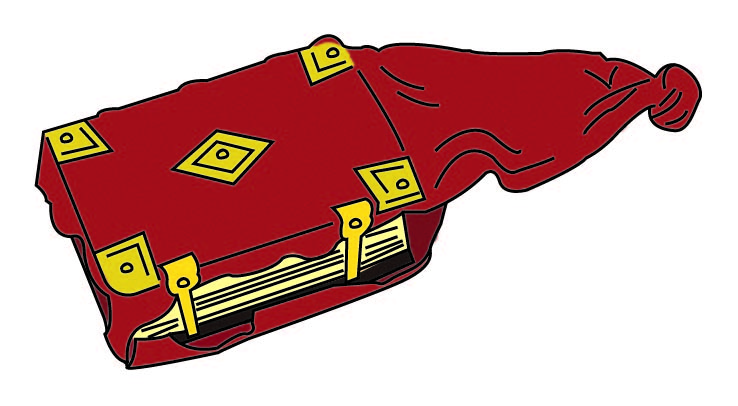
Oprawa sakwowa

Oprawa płaszczowa – rodzaj oprawy stosowanej w średniowieczu. Jest podobna do oprawy sakwowej. Gotowa książka, już posiadająca oprawę, otrzymywała dodatkowe pokrycie z miękkiej skóry, aksamitu lub jedwabiu, znacznie obszerniejsze niż powierzchnia książki. Szeroki płat materiału zwisał poza brzegi książki (zwłaszcza dolne) i w razie potrzeby otulał dokładnie cały kodeks jak płaszczem. Książka w oprawie płaszczowej zamykana była zazwyczaj przeciąganymi przez otwór w pokryciu płaszczowym rzemiennymi klamrami, które spinały mocno obie okładziny.
Do dziś zachowało się bardzo niewiele egzemplarzy, ponieważ w bibliotekach obcinano zwisające płaty tkaniny, aby książka mogła zmieścić się na półce. Sporadycznie zachowały się jedynie wąskie paski z obszerniejszego dawniej pokrycia. Bardzo nieliczne okazy znajdują się w Szwecji i Czechach. W Polsce jest jeden egzemplarz w posiadaniu Biblioteki Uniwersyteckiej we Wrocławiu.